# بني يزيد (بني حشيش)

تعديل مصدري - تعديل

بني يزيد هي إحدى قرى عزلة عيال مالك بمديرية بني حشيش التابعة لمحافظة صنعاء، بلغ تعداد سكانها 624 نسمة حسب تعداد اليمن لعام 2004.